# 패트릭 브레넌

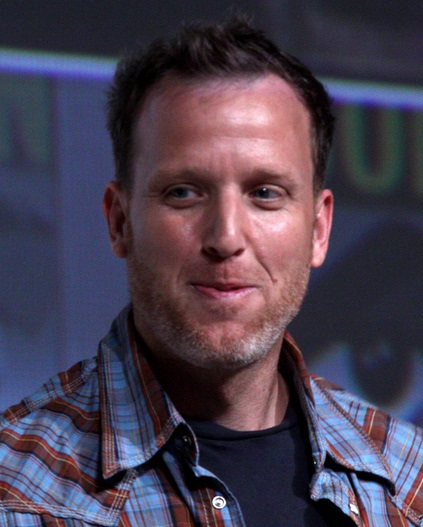

패트릭 브레넌(Patrick Brennan, 1972년 12월 25일 ~ )은 미국의 배우이다.
로스앤젤레스에서 태어났다.

## 영화
- 벤트: 마약의 도시 (2018년) - 케이시 역
- 에스피오나지 투나잇 (2017년) - 톨 역
- 브레이킹 던 part2 (2012년) - 리암 역
- 브레이킹 던 part1 (2011년) - 리암 역
- 쓰리 데이즈 (2010년) - 병원 경비 요원 역
- 킹스 오브 애플타운 (2009년)
- 테이크 (2007년)
- 블랙 도넬리 (2007년) - 얼 역
- 10번째 & 늑대 (2006년)